# Aïn Soltane (Souk Ahras)
Aïn Soltane (em árabe: عين السلطان) é uma comuna localizada na província de Souk Ahras, Argélia. De acordo com o censo de 2008, a população total da cidade era de 3 091 habitantes.